# Milichius (cráter)

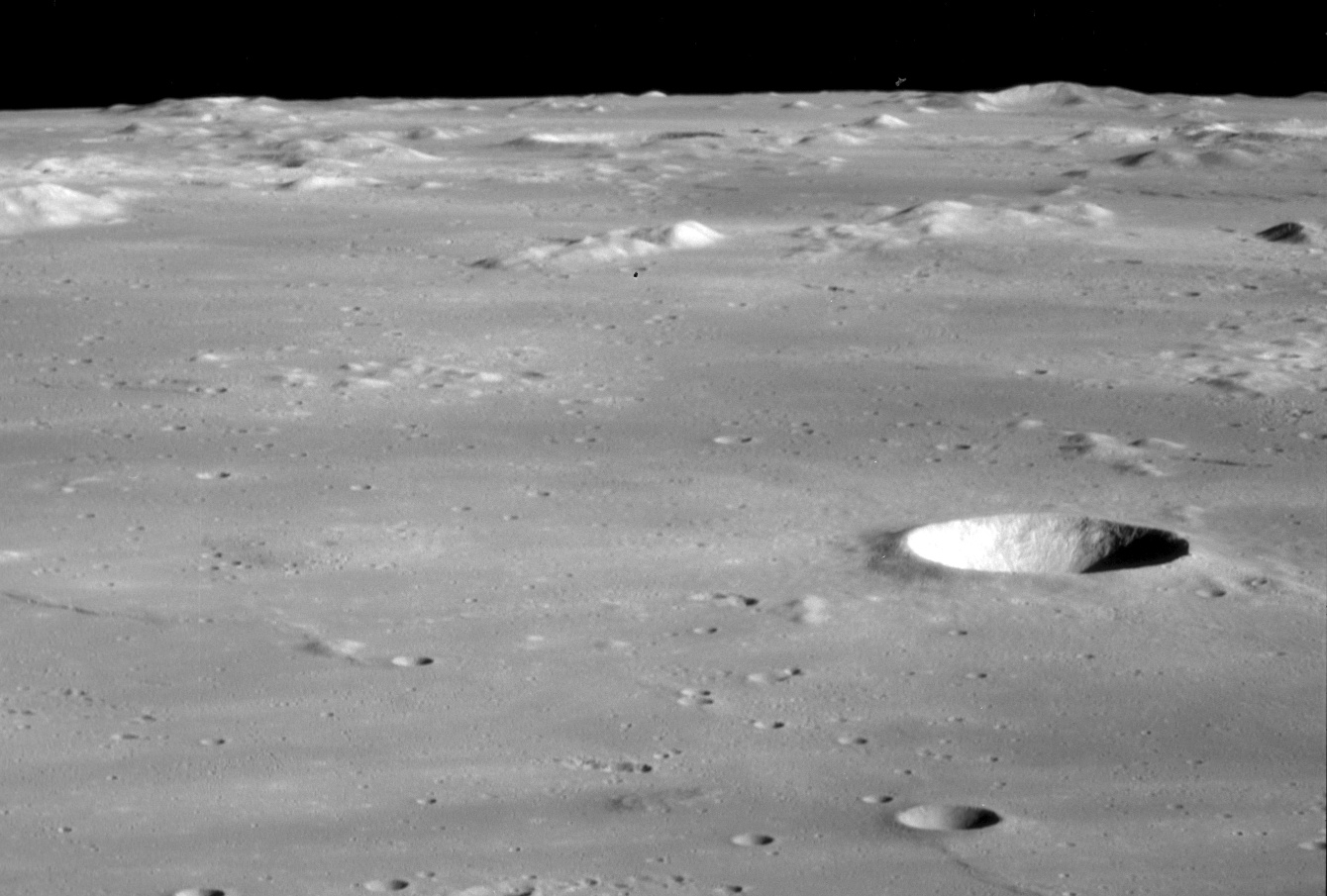
Fotografía de la misión Apolo 12

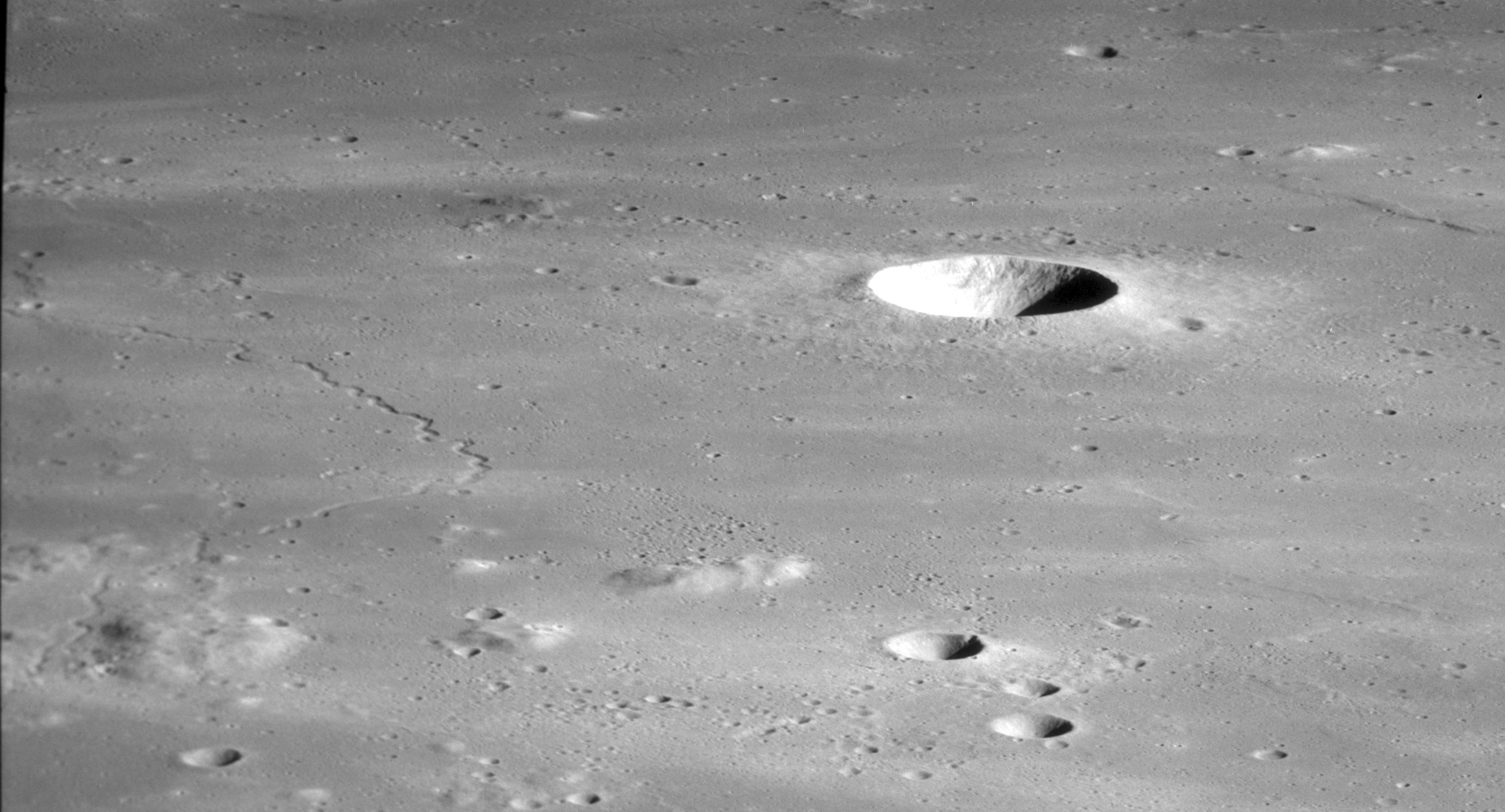
Otra imagen de la misión Apolo 12, con el cráter Milichius A a la derecha y la Rima Milichius a la izquierda

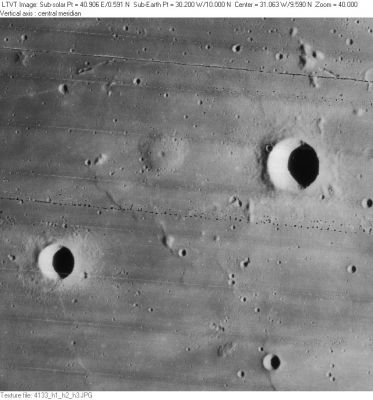
Fotografía de la misión Lunar Orbiter 4

Milichius es un cráter de impacto lunar en forma de cuenco que se encuentra en la parte norte del Mare Insularum. Al sureste se halla el cráter Hortensius, una formación similar ligeramente más grande. Más lejos, al este de Milichius aparece el prominente y bien conocido Copernicus.
|  |

Justo al oeste se localiza un característico domo lunar, designado Milichius Pi (π), que tiene un pequeño cráter en su cima. La estrecha y sinuosa grieta denominada Rima Milichius está situado más al suroeste, y sigue un curso aproximadamente norte-sur a lo largo de unos 100 kilómetros.

## Cráteres satélite
Por convención estos elementos son identificados en los mapas lunares poniendo la letra en el lado del punto medio del cráter que está más cerca de Milichius.
|           | \| Milichius \| Coordenadas \| Diámetro \| \| --------- \| ----------------------------- \| -------- \| \| A \| 9°18′N 32°00′O / 9.3, -32.0 \| 9 km \| \| C \| 11°12′N 29°24′O / 11.2, -29.4 \| 3 km \| \| D \| 8°00′N 28°12′O / 8.0, -28.2 \| 4 km \| \| E \| 10°42′N 28°06′O / 10.7, -28.1 \| 3 km \| \| K \| 8°30′N 30°18′O / 8.5, -30.3 \| 4 km \| |          |
| Milichius | Coordenadas | Diámetro |
| A         | 9°18′N 32°00′O / 9.3, -32.0 | 9 km     |
| C         | 11°12′N 29°24′O / 11.2, -29.4 | 3 km     |
| D         | 8°00′N 28°12′O / 8.0, -28.2 | 4 km     |
| E         | 10°42′N 28°06′O / 10.7, -28.1 | 3 km     |
| K         | 8°30′N 30°18′O / 8.5, -30.3 | 4 km     |